# Échirolles
Échirolles Grenoble második legnagyobb külvárosa Franciaország Isère megyéjében található. A külváros 7,87 négyzetkilométeren terül el.

## Történelme
A település korábban ipari település volt, melynek lakói többnyire a helyi viszkóz gyárakban dolgoztak, mely anyagot 1884-ben itt találta fel a francia tudós és iparos Hilaire de Chardonnet. A viszkóz gyártási folyamatára azonban három brit szerzett szabadalmi jogot 1891-ben: Charles Frederick Cross, Edward John Bevan és Clayton Beadle.

## Ismert személyek
- Thernand Bakouboula futballista
- Seynabou Benga kézilabdázó
- Stephane Biakolo futballista
- Vincent Clerc (1981-), rögbijátékos a Stade Toulousain csapatában és a francia nemzeti válogatottban
- Mélissa Theuriau (1978-), újságíró.
- Calogero (1971-), pop/rock énekes, zeneszerző és dalszövegíró.
- Laure Péquegnot (1975-), síző.
- Gérald Hustache-Mathieu (1968-), filmrendező és forgatókönyvíró.
- David di Tommaso (1979–2005), futballista.
- Sami Bouajila (1966-), színész.
- Guilbaut Colas (1983.06.18.-), freestyle síző.
- David Lazzaroni (1985.02.04.-), síugró.
- Sandrine Aubert (1982.10.06.-), alpesi síző.
- Jonathan Tinhan futballista

## Testvérvárosi kapcsolatok
- Grugliasco, Olaszország
- Honhoue, Benin
- Kimberley, Anglia

## Fordítás
- Ez a szócikk részben vagy egészben  az   Échirolles című angol Wikipédia-szócikk ezen változatának fordításán alapul.  Az eredeti cikk szerkesztőit annak laptörténete sorolja fel. Ez a jelzés csupán a megfogalmazás eredetét és a szerzői jogokat jelzi, nem szolgál a cikkben szereplő információk forrásmegjelöléseként.